# Silphinae
Sous-famille
Les Silphinae forment une sous-famille d'insectes de l'ordre des coléoptères et de la famille des silphidés.

## Dénomination
Cette sous-famille a été décrite par l'entomologiste français Pierre-André Latreille en 1806.

### Synonymie
- Necrodisidae Gistel, 1848

## Taxinomie
Selon BioLib (4 mars 2014), la sous-famille est subdivisée en deux tribus :
- Necrodini Portevin, 1926

Diamesus Hope, 1840
Necrodes Leach, 1815
- Silphini Latreille, 1807

Ablattaria Reitter, 1884
Aclypea Reitter, 1884
Dendroxena Motschulsky, 1858
Heterosilpha
Heterotemna Wollaston, 1864
Necrophila
Oiceoptoma Leach, 1815
Oxelytrum Gistel, 1848
Phosphuga Leach, 1817
Ptomaphila Kirby & Spence, 1828
Silpha Linnaeus, 1758
Thanatophilus Leach, 1815
Genres éteints
- †Allopliosilpha
- †Pliosilpha